# Waldsteinia fragarioides
Waldsteinia fragarioides (Michx.) Tratt., 1823 è una pianta appartenente alla famiglia delle Rosacee.

## Etimologia
L'epiteto specifico fragarioides deriva dal latino e significa "simile a Fragaria".

## Descrizione
Questa specie ha vistosi fiori gialli che fioriscono in primavera.  Per certi versi, l'aspetto è simile a quello di altre piante basse della famiglia delle rose, come Fragaria (fragola) o Potentilla indica, ma, a differenza di queste specie, non presenta gli storni e ha foglie più arrotondate.

## Distribuzione e habitat
È una specie originaria del Nord America orientale, dal Minnesota, Québec e Maine all'Indiana meridionale e al Pennsylvania (e a sud fino alla Carolina del Nord, sulle montagne).Questa pianta viene spesso utilizzata come copertura del terreno nei giardini di piante perenni.